# ماركوس ألونسو إيماز
ماركوس ألونسو إيماز (بالإسبانية: Marquitos)‏ المعروف باسم ماركويتوس، مواليد 16 أبريل 1933 في سانتاندير - الوفاة 6 مارس 2012 في سانتاندير، كان لاعب كرة قدم إسباني كان يلعب كمدافع. لعب خلال مسيرته 272 مباراة سجل خلالها 4 أهداف.

## مرحلة الشباب

### أندية لعب لها
- راسينغ سانتاندير

## المسيرة الاحترافية

### أندية لعب لها
- راسينغ سانتاندير
- ريال مدريد
- نادي إيركوليس
- ريال مورسيا

## روابط خارجية
- ماركوس ألونسو إيماز على موقع الاتحاد الأوربي (الإنجليزية)
- ماركوس ألونسو إيماز على موقع قاعدة بيانات كرة القدم.إي يو (الإنجليزية)
- ماركوس ألونسو إيماز على موقع ناشيونال فوتبول تيمز (الإنجليزية)